# Tylophora tengii
Tylophora tengii är en oleanderväxtart som beskrevs av Ying Tsiang. Tylophora tengii ingår i släktet Tylophora och familjen oleanderväxter. Inga underarter finns listade i Catalogue of Life.